# Alessandro Altobelli
Pour les articles homonymes, voir Altobelli.
Alessandro Altobelli (né le 28 novembre 1955 à Sonnino, dans la province de Latina, dans le Latium) est un footballeur italien. Il fut l'un des joueurs italiens les plus populaires des années 1980.

## Biographie
Surnommé Spillo, il fait ses débuts au football au sein de l'équipe de Brescia, en Serie B. Il se fait bien vite remarquer par les dirigeants de l'Inter Milan, qui le font transférer durant le mercato d'été 1977. Pendant 11 saisons, il est l'indiscutable titulaire du milieu de terrain des Nerazzurri, avec lesquels il remporte un Scudetto en 1980 et deux coupes d'Italie, en 1978 et 1982.
Après un an à la Juventus, il est victime d'une grave blessure. Il termine sa carrière à Brescia en Serie B, en 1990.
Il est aujourd'hui chroniqueur pour la chaîne sportive du Golfe Al Jazeera Sport.
Il marque un total de 132 buts en Serie A, 39 buts en Coupe d'Europe et 25 buts avec la Squadra Azzurra avec laquelle il remporte le Mondial 1982, marquant le troisième but de l'Italie au cours de la finale contre la RFA (3-1).

## Style
Technicien complet (ambidextre) et doué d'une excellente vision de jeu, ses feintes de corps incroyables désorientent beaucoup de défenseurs. Imprévisible, son dribble exceptionnel pallie sa faible puissance (en Italie il est surnommé Spillo -l'Aiguille- en raison de sa minceur).

## Palmarès

### Football

#### En équipe nationale
- 61 sélections et 25 buts avec l'équipe d'Italie entre 1980 et 1988
- Vainqueur de la Coupe du monde 1982 avec l'équipe d'Italie

#### Avec l'Inter Milan
- Champion d'Italie en 1980 avec l'Inter Milan
- Vainqueur de la Coupe d'Italie en 1978 et 1982  avec l'Inter Milan
- Finaliste de la Coupe d'Italie en 1977  avec l'Inter Milan

### Beach-soccer
Championnat du monde
- 3e en 1996
- Meilleur buteur en 1995 et 1996